# Mesobuthus zonsteini
Espèce
Mesobuthus zonsteini est une espèce de scorpions de la famille des Buthidae.

## Distribution
Cette espèce est endémique de la province de Navoï en Ouzbékistan. Elle se rencontre dans le district de Tamdy vers Zarafshan.

## Description
Le mâle holotype mesure 41,06 mm.

## Systématique et taxinomie
Cette espèce a été décrite par Kovařík, Fet, Gantenbein, Graham, Yağmur, Šťáhlavský, Poverenni et Nouvruzov en 2022.

## Étymologie
Cette espèce est nommée en l'honneur de Sergey L. Zonstein.

## Publication originale
- Kovařík, Fet, Gantenbein, Graham, Yağmur, Šťáhlavský, Poverenni & Nouvruzov, 2022 : « A revision of the genus Mesobuthus Vachon, 1950, with a description of 14 new species (Scorpiones: Buthidae). » Euscorpius, no 348, p. 1-188 (texte intégral).